# Calogero Ciancimino
Calogero Ciancimino (Sciacca, 14 marzo 1899 – Milano, 14 gennaio 1936) è stato uno scrittore e comandante marittimo italiano.

## Biografia
Navigatore, raccontò alcune sue esperienze in libri quali I sommergibili nella guerra mondiale (1935), Corazzate: le più grandi battaglie navali, 1914-1918 (1936), Incrociatori corsari (1936), tutti firmati con il nome di Cap. Calogero Ciancimino. Come romanziere è ricordato tra gli autori "salgariani", e come ghost writer del più celebre Luigi Motta, assieme al quale firmò vari romanzi tra i quali Il prosciugamento del Mediterraneo (1931), ambientato nel futuro 1956, considerato una delle opere della prima fantascienza italiana tra le due guerre assieme ad altre di Ciancimino. Venne sepolto al cimitero maggiore di Milano, ove i suoi resti sono stati poi tumulati nella tomba familiare.

## Opere

### Romanzi

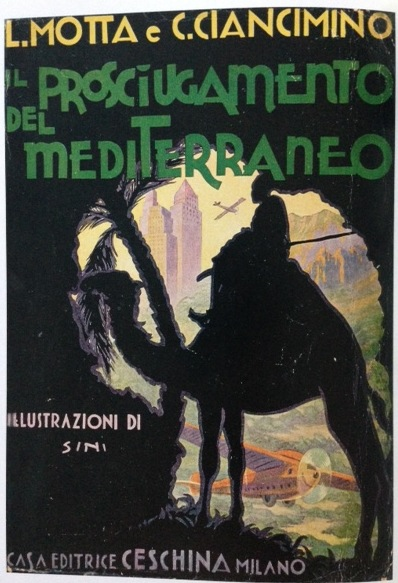
Il romanzo Il prosciugamento del Mediterraneo (1931) di Luigi Motta e Calogero Ciancimino. Illustrazione di Tarquinio Sini

- Il prosciugamento del Mediterraneo, 1931 (con Luigi Motta)
- La nave senza nome, 1931 (con Luigi Motta)
- Il nemico di Buffalo Bill, 1934 (con Luigi Motta)
- Il figlio di Buffalo Bill - Racconti e avventure delle praterie, 1934 (con Luigi Motta)
- Il ritorno del figlio di Buffalo Bill, Milano, Edizioni «Le Grandi Avventure»
- Nelle praterie col figlio di Buffalo Bill, 1935
- Il mistero della sfinge gialla, 1935; Sciacca, Aulino Editore, 2017, ISBN 978-88-86911-68-9
- Il re della jungla- romanzo d'avventure, 1935,Milano, Edizioni «Le Grandi Avventure», (con Luigi Motta)
- Le bare di granito, 1935
- Il corsaro dell'aria, 1935
- Negli abissi! Per sempre..., Milano, Edizioni Illustrate «Le Grandi Avventure», 1935 (in 12 puntate; con Luigi Motta)
- Come si fermò la Terra, Milano, Edizioni «Le Grandi Avventure», 1936

### Saggistica
- I sommergibili nella guerra mondiale, Milano, Edizioni «Le Grandi Avventure», 1935
- Corazzate: le più grandi battaglie navali, 1914-1918, Milano, Edizioni «Le Grandi Avventure», 1936
- Incrociatori corsari, Milano, S.A.C.S.E., 1936